# Давыдко, Ольга Васильевна
Ольга Васильевна Давыдко́ (укр. Ольга Василівна Давидко; 30 марта 1986 года, Межводное, Крымская область) —  украинская и российская спортсменка. Первая в истории Украины чемпионка мира по сумо в тяжёлом весе, чемпионка Европы по сумо, чемпионка мира и Европы по борьбе на поясах, призёр чемпионата мира по дзюдо и чемпионата мира по самбо, заслуженный мастер спорта Украины, кавалер ордена «За мужество» III степени — за победу во Всемирных играх 2009 года. 

## Карьера
Ольга Давыдко родилась 30 марта 1986 года в селе Межводное Черноморского района, Крымской области. В 1992 году поступила в первый класс (с углубленным изучением математики и английского языка) Межводненской средней школы. Во время учёбы в школе занималась научной и общественной деятельностью: постоянно участвовала в школьных олимпиадах, спортивных соревнованиях, была капитаном школьной команды КВН и старостой класса. В 2002 году окончила Межводненскую среднеобразовательную школу I—III ступени с золотой медалью.
В том же году поступила в Харьковский национальный автомобильно-дорожный университет. Была старостой группы, капитаном сборной команды КВН университета, активно занималась общественной деятельностью, участвовала в спортивных соревнованиях (толкание ядра, метание копья и диска, шахматы, шашки). Окончила университет в 2007 году с красным дипломом по специальности «бухгалтерский учёт и аудит».
Ольга пришла в сумо случайно — её заметил на вокзале президент Европейской федерации сумо, президент Украинской федерации сумо, заслуженный работник физической культуры и спорта Украины, заслуженный тренер Украины Сергей Коробко, который предложил ей попробовать свои силы в сумо.
18 декабря 2008 года была удостоена почётного звания «Заслуженный мастер спорта Украины» по борьбе сумо.
В январе 2010 года была награждена правительственной наградой «Орден за мужество III степени».
В 2011 году была тренером украинской команды в шоу «Битва наций» (украинская версия «Больших гонок»).
В 2012 году Ольга Давыдко принимала участие во втором сезоне телевизионного реалити-шоу «Взвешенные и счастливые» (укр. Зважені та щасливі), в ходе которого участники, страдающие от лишнего веса, худеют, сражаясь за приз в 250 тысяч гривен. За время участия в проекте ей удалось похудеть на 70 килограммов.
Воспитывает двоих детей — Сашу (2013) и Елисея (2015). В 2016 году вернулась в сумо, продолжив выступать за Россию. По словам Давыдко, из-за конфликта с Сергеем Коробко она отказалась выступать за сборную Украины, а после аннексии Крыма стала подвергаться откровенной травле со стороны Коробко, который даже подавал на неё в суд.
В 2018 году Ольга выиграла чемпионат мира на Тайване в весовой категории до 80 кг, победив в финале украинку Иванну Березовскую. Победа для Ольги стала пятой на чемпионатах мира. В канун чемпионата мира 2019 года в Осаке Ольгу срочно госпитализировали и сделали операцию: через 15 дней Ольга вернулась в Россию, где в течение трёх месяцев перенесла ещё три операции.

## Уголовное преследование
В феврале 2025 года генеральная прокуратура Украины сообщила о заочном вынесении приговора Ольге Давыдко в виде 12 лет лишения свободы за оправдание военной агрессии РФ и финансирование российских вооруженных сил (ч. 1 ст. 111-2 УК Украины). В частности, в 2023 году Давыдко организовала волонтёрское движение, осуществившее закупку дизельных генераторов, раций и тепловизоров для вооруженных сил РФ, принимавших участие в боевых действиях на территории Украины. .